# Omega Aerial Refueling Services
Omega Aerial Refueling Services es una empresa que brinda servicios de reabastecimiento en vuelo para clientes militares. La compañía Omega desarrolló el primer avión comercial de reabastecimiento aéreo en 1999 y ha prestado servicios de reabastecimiento en vuelo bajo contrato a la Armada de los Estados Unidos desde 2001. La compañía también se ha comprometido a apoyar los ejercicios de entrenamiento de la Real Fuerza Aérea Australiana (RAAF). Además, debido a retrasos en la entrega de los aviones cisterna KC-30A, Omega afirma que ha sido contratada para apoyar los despliegues de la Real Fuerza Aérea (RAF) y la Real Fuerza Aérea Canadiense (RCAF). 

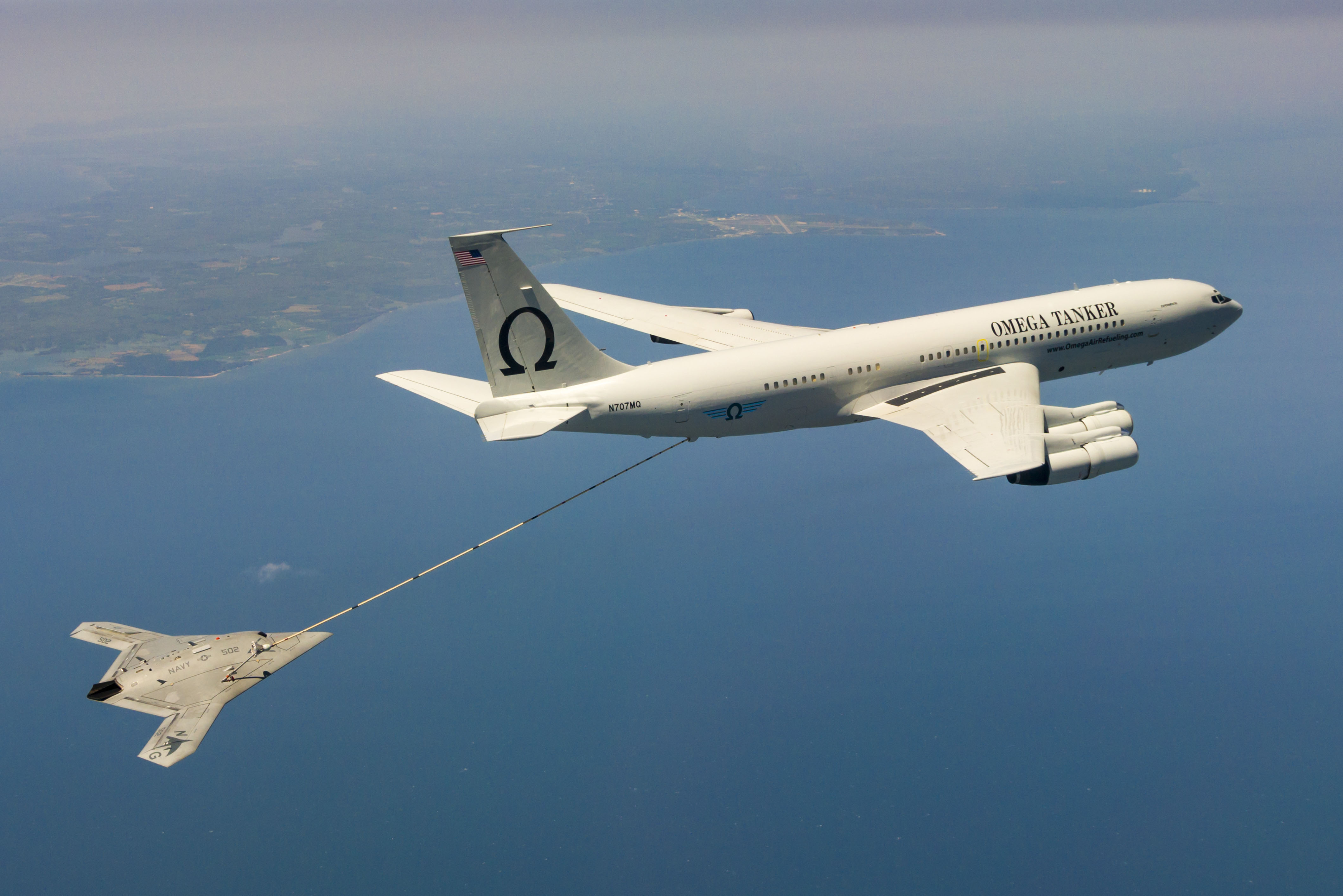
Uno de los Boeing 707 de Omega reabasteciendo de combustible a un Northrop Grumman X-47B en abril de 2015.

En octubre de 2011, la compañía recibió tres Boeing 707-338C adicionales de la Real Fuerza Aérea Australiana.
El 22 de abril de 2015, uno de los KC-707 de Omega repostó a un Northrop Grumman X-47B, declarando la Armada estadounidense a los medios que esta era la primera vez que un vehículo aéreo no tripulado se reabastecía de combustible en vuelo.
En noviembre de 2019 se anunció que se adquirirían dos aviones cisterna KDC-10 de la Real Fuerza Aérea de los Países Bajos y, como tal, se agregaría capacidad adicional, incluida la capacidad de pértiga, además de la cesta y sonda de la flota existente. Los aviones fueron comprados en 1995 por la RNLAF a Martinair como aviones civiles de pasajeros DC-10. Los aviones se transformaron en aviones cisterna. Debido a que los aviones estaban envejeciendo, la RNLAF compró dos A330 MRTT, y vendieron sus aviones cisterna a Omega. 
El primero de los dos cisterna que se vendieron, el T-264/«Prins Bernard», partió el 4 de noviembre de 2019 de la Base Aérea de Eindhoven en los Países Bajos.

## Flota
En julio de 2020 operaba tres Boeing KC-707 y tres McDonnell Douglas KC-10 Extender. Actualmente se está convirtiendo un 707-320 (N707GF), un antiguo transporte VIP rumano, en un cisterna KC-707.

## Accidentes
El 18 de mayo de 2011, un KC-707 resultó destruido después de que se estrellara al despegar de la base naval del condado de Ventura, en California. Los tres miembros de la tripulación sobrevivieron.